# Gouvernement Caïd Essebsi
République tunisienne
Ghannouchi II Jebali
Le gouvernement Caïd Essebsi est le gouvernement transitoire tunisien en place le 27 février 2011, à la suite de la démission du Premier ministre Mohamed Ghannouchi et à la nomination de l'ancien ministre Béji Caïd Essebsi pour le remplacer. Certains ministres démissionnent mais l'essentiel conservent leurs postes en attendant la composition définitive annoncée le 7 mars.

## Composition initiale
La composition initiale du gouvernement provisoire est annoncée le 7 mars 2011 par Béji Caïd Essebsi, Premier ministre, à Dar El Bey.

### Ministres
| Image | Portefeuille                                                         |  | Nom                      | Parti        |
| ----- | -------------------------------------------------------------------- |  | ------------------------ | ------------ |
|       | Premier ministre                                                     |  | Béji Caïd Essebsi        | Indépendant  |
|       | Ministre de la Justice                                               |  | Lazhar Karoui Chebbi     | Indépendant  |
|       | Ministre de la Défense nationale                                     |  | Abdelkrim Zbidi          | Indépendant  |
|       | Ministre de l'Intérieur                                              |  | Farhat Rajhi             | Indépendant  |
|       | Ministre des Affaires étrangères                                     |  | Mouldi Kefi              | Indépendant  |
|       | Ministre des Affaires sociales                                       |  | Mohamed Ennaceur         | Indépendant  |
|       | Ministre des Finances                                                |  | Jalloul Ayed             | Indépendant  |
|       | Ministre des Affaires religieuses                                    |  | Laroussi Mizouri         | Indépendant  |
|       | Ministre de l'Éducation et porte-parole du gouvernement              |  | Taïeb Baccouche          | Indépendant  |
|       | Ministre de la Culture                                               |  | Azedine Beschaouch       | Indépendant  |
|       | Ministre de l'Enseignement supérieur et de la Recherche scientifique |  | Refâat Chaâbouni         | Indépendant  |
|       | Ministre de la Santé                                                 |  | Habiba Zéhi Ben Romdhane | Indépendante |
|       | Ministre du Commerce et du Tourisme                                  |  | Mehdi Houas              | Indépendant  |
|       | Ministre de l'Agriculture et de l'Environnement                      |  | Mokhtar Jallali          | Indépendant  |
|       | Ministre des Affaires de la femme                                    |  | Lilia Labidi             | Indépendante |
|       | Ministre du Transport et de l'Équipement                             |  | Yassine Brahim           | Indépendant  |
|       | Ministre de la Formation professionnelle et de l'Emploi              |  | Saïd Aïdi                | Indépendant  |
|       | Ministre de la Jeunesse et des Sports                                |  | Mohamed Aloulou          | Indépendant  |
|       | Ministre de la Planification et de la Coopération internationale     |  | Abdelhamid Triki         | Indépendant  |
|       | Ministre de l'Industrie et de la Technologie                         |  | Abdelaziz Rassâa         | Indépendant  |
|       | Ministre des Domaines de l'État                                      |  | Ahmed Adhoum             | Indépendant  |
|       | Ministre du Développement régional et local                          |  | Abderrazak Zouari        | Indépendant  |
|       | Ministre délégué auprès du Premier ministre                          |  | Rafâa Ben Achour         | Indépendant  |

### Secrétaires d'État
| Image | Portefeuille                                           | Ministère de rattachement                       |  | Nom                | Parti       |
| ----- | ------------------------------------------------------ | ----------------------------------------------- |  | ------------------ | ----------- |
|       | Secrétaire d'État                                      | Ministère des Affaires étrangères               |  | Radhouane Nouisser | Indépendant |
|       | Secrétaire d'État au Développement régional et local   | Ministère du Développement régional et local    |  | Néjib Karafi       | Indépendant |
|       | Secrétaire d'État au Tourisme                          | Ministère du Commerce et du Tourisme            |  | Slim Chaker        | Indépendant |
|       | Secrétaire d'État à l’Environnement                    | Ministre de l'Agriculture et de l'Environnement |  | Salem Hamdi        | Indépendant |
|       | Secrétaire général du gouvernement                     | Premier ministère                               |  | Ridha Belhaj       | Indépendant |
|       | Secrétaire d'État à la Jeunesse et aux Sports          | Ministère de la Jeunesse et des Sports          |  | Slim Amamou        | Indépendant |
|       | Secrétaire d'État à la Santé                           | Ministère de la Santé                           |  | Lamine Moulahi     | Indépendant |
|       | Secrétaire d'État aux Technologies de la communication | Ministère de l'Industrie et de la Technologie   |  | Adel Gaâloul       | Indépendant |
|       | Secrétaire d'État à l'Éducation                        | Ministère de l'Éducation                        |  | Hassen Annabi      | Indépendant |

## Remaniement du 28 mars 2011
Le 28 mars 2011, sur proposition du Premier ministre, le président par intérim, Fouad Mebazaa, nomme Habib Essid comme ministre de l'Intérieur en remplacement de Farhat Rajhi.
À la suite de son départ, Farhat Rajhi crée un buzz le 5 mai, avec une interview diffusée sur Facebook où il traite notamment le Premier ministre de « menteur » et déclare que son gouvernement est manipulé par un ancien proche de Ben Ali. Le lendemain, face à la vague de réactions, notamment du gouvernement, il présente ses excuses en indiquant avoir été piégé, arguant « qu'il s'agissait d'hypothèses, d'interprétations et de simples opinions personnelles » et justifiant ses accusations par une « immaturité politique ».

## Démission du 25 mai 2011
Le 23 mai 2011, le secrétaire d'État auprès du ministre de la Jeunesse et des Sports, Slim Amamou, indique dans une interview accordée à Express FM son intention de démissionner du gouvernement de transition, ce qui est officialisé deux jours plus tard.

## Remaniement du1erjuillet 2011
Le 1er juillet 2011, les postes des ministres de la Santé, du Transport et de l'Équipement et de la Jeunesse et des Sports sont renouvelés, ainsi que les postes de secrétaire d'État à la Santé, de secrétaire d'État à la Jeunesse et aux Sports et de secrétaire général du gouvernement.
Trois nouveaux portefeuilles sont créés à cette occasion : Transport, Équipement et un deuxième ministre auprès du Premier ministre.

## Remaniement du 29 juillet 2011
Le ministre délégué auprès du Premier ministre, Rafâa Ben Achour, est nommé le 29 juillet 2011 comme ambassadeur de Tunisie au Maroc.

## Composition finale

### Ministres
| Image | Portefeuille                                                            |  | Nom                  | Parti        |
| ----- | ----------------------------------------------------------------------- |  | -------------------- | ------------ |
|       | Premier ministre                                                        |  | Béji Caïd Essebsi    | Indépendant  |
|       | Ministre de la Justice                                                  |  | Lazhar Karoui Chebbi | Indépendant  |
|       | Ministre de la Défense nationale                                        |  | Abdelkrim Zbidi      | Indépendant  |
|       | Ministre de l'Intérieur                                                 |  | Habib Essid          | Indépendant  |
|       | Ministre des Affaires étrangères                                        |  | Mouldi Kefi          | Indépendant  |
|       | Ministre des Affaires sociales                                          |  | Mohamed Ennaceur     | Indépendant  |
|       | Ministre des Finances                                                   |  | Jalloul Ayed         | Indépendant  |
|       | Ministre des Affaires religieuses                                       |  | Laroussi Mizouri     | Indépendant  |
|       | Ministre de l'Éducation et porte-parole du gouvernement                 |  | Taïeb Baccouche      | Indépendant  |
|       | Ministre de la Culture                                                  |  | Azedine Beschaouch   | Indépendant  |
|       | Ministre de l'Enseignement supérieur et de la Recherche scientifique    |  | Refâat Chaâbouni     | Indépendant  |
|       | Ministre de la Santé                                                    |  | Slaheddine Sellami   | Indépendant  |
|       | Ministre du Commerce et du Tourisme                                     |  | Mehdi Houas          | Indépendant  |
|       | Ministre de l'Agriculture et de l'Environnement                         |  | Mokhtar Jallali      | Indépendant  |
|       | Ministre des Affaires de la femme                                       |  | Lilia Labidi         | Indépendante |
|       | Ministre du Transport                                                   |  | Salem Miladi         | Indépendant  |
|       | Ministère de l'Équipement                                               |  | Mohamed Ridha Farès  | Indépendant  |
|       | Ministre de la Formation professionnelle et de l'Emploi                 |  | Saïd Aïdi            | Indépendant  |
|       | Ministre de la Jeunesse et des Sports                                   |  | Slim Chaker          | Indépendant  |
|       | Ministre de la Planification et de la Coopération internationale        |  | Abdelhamid Triki     | Indépendant  |
|       | Ministre de l'Industrie et de la Technologie                            |  | Abdelaziz Rassâa     | Indépendant  |
|       | Ministre des Domaines de l'État                                         |  | Ahmed Adhoum         | Indépendant  |
|       | Ministre du Développement régional et local                             |  | Abderrazak Zouari    | Indépendant  |
|       | Ministre délégué auprès du Premier ministre                             |  | Ridha Belhaj         | Indépendant  |
|       | Ministre délégué auprès du ministre de l'Intérieur, chargé des Réformes |  | Lazhar Akremi        | Indépendant  |

### Secrétaires d'État
| Image | Portefeuille                        | Ministre de rattachement                        |  | Nom                     | Parti        |
| ----- | ----------------------------------- | ----------------------------------------------- |  | ----------------------- | ------------ |
|       | Secrétaire général du gouvernement  | Premier ministère                               |  | Mohamed Salah Ben Aïssa | Indépendant  |
|       | Secrétaire d'État                   | Ministère des Affaires étrangères               |  | Radhouane Nouisser      | Indépendant  |
|       | Secrétaire d'État                   | Ministère des Affaires étrangères               |  | Khemaies Jhinaoui       | Indépendant  |
|       | Secrétaire d'État                   | Ministère du Développement régional et local    |  | Néjib Karafi            | Indépendant  |
|       | Secrétaire d'État à l'Environnement | Ministre de l'Agriculture et de l'Environnement |  | Salem Hamdi             | Indépendant  |
|       | Secrétaire d'État à la Technologie  | Ministère de l'Industrie et de la Technologie   |  | Adel Gaâloul            | Indépendant  |
|       | Secrétaire d'État à l'Éducation     | Ministère de l'Éducation                        |  | Hassen Annabi           | Indépendant  |
|       | Secrétaire d'État aux Sports        | Ministère de la Jeunesse et des Sports          |  | Myriam Mizouni          | Indépendante |

## Féminisation du gouvernement
Le gouvernement compte une femme ministre, Lilia Labidi, chargée du ministère des Affaires de la femme et une secrétaire d'État, Myriam Mizouni, chargée de la Jeunesse et des Sports. Jusqu'au 1er juillet, Habiba Zéhi Ben Romdhane est ministre de la Santé.